# 日本バプテスト同盟
日本バプテスト同盟（にほんバプテストどうめい, Japan Baptist Union）は、プロテスタント系の北部バプテスト派の諸教会・団体の宗教法人である。ただし、加盟教会によって構成される総会において、意思決定がなされる包括宗教法人という側面も併せ持つ。

## 概要
1958年にアメリカン・バプテスト（現在の米国バプテスト同盟）系の加盟教会の一部が日本基督教団を離れて結成する。
全国各地に約75の教会・伝道所がある。
関東学院（横浜・かつての教派神学機関）が同じ系列である。
日本基督教団新生会との関係は続けられている。
かつては 日本バプテスト東部組合を組織しているが、1940年頃位に日本バプテスト西部組合（現在の日本バプテスト連盟）と「合同」して日本バプテスト基督教団（元来のバプテスト主義では、教職制や教団も否定しているので明らかな自己矛盾である）を結成し、その後は日本基督教団第四部に改めて「合同」している。

## 特徴
- 加盟教会でのバプテスマ（洗礼）は病気等の特別な理由以外を除き原則的に浸礼であるけれども、滴礼で受洗している転入者の場合は各個教会によりその限りではない。
- バプテスマや転入会式の際にはその希望者本人による信仰告白を会衆一同が聴き、会衆の賛同多数（何故か反対意見は公にされない）により初めてバプテスマや転入が承認される「会衆会議制」を採っている。
- 判断能力のない幼児のバプテスマは認めないので行わない。個人の自覚的な信仰告白に基づきバプテスマを行う。
- 日本バプテスト同盟に加盟する各個教会の自主性を尊重する。
- バプテストなので、「教職」制は存在しない。
- 牧会者（一教会員）と他の教会員との間には、上下関係を作らない。
- 運営は、民主的な総会で行う。

## 部会
- 4つの部会がある。
  - 東北部会（北海道・青森県・岩手県・宮城県・ 福島県）
  - 関東部会（栃木県・茨城県・ 千葉県・埼玉県・東京都・神奈川県・長野県）
  - 関西部会（愛知県・京都府・奈良県・大阪府・兵庫県・岡山県 ）
  - 内海部会（香川県・広島県・山口県）

## キャンプ場&宿泊施設
- 4つのキャンプ場と宿泊施設がある。
  - 森郷キャンプ場 - 宮城県宮城郡利府町
  - 日光キャンプ場 - 栃木県日光市 ※現在は運営していない。
  - 猪名川研修センター - 兵庫県川西市 ※旧称:猪名川キャンプ場
  - バプテスト庚台荘 - 神奈川県横浜市南区 ※廃止